# Antonio Vivaldi, un prince à Venise
Antonio Vivaldi, un prince à Venise è un film del 2006 diretto da Jean Louis Guillermou.
Il soggetto riguarda la vita del compositore Antonio Vivaldi.

## Produzione
Il film è stato prodotto dalla Vivaldi Productions, in collaborazione della Ila Palma e della Groupe Méditerranéenne de Participations. La EVA Finance ha invece co-finanziato la pellicola. Le riprese sono state girate a Parigi e a Venezia, e il budget per il film fu di circa 1500000 €.

## Distribuzione
Il film è stato distribuito in diversi paesi: 
- Canada 26 agosto 2006 (Montréal World Film Festival)
- Francia 29 agosto 2007 Antonio Vivaldi, un prince à Venise
- Corea del Sud 8 gennaio 2009